# Кулик Михайло Миколайович
Михайло Миколайович Кулик (19 вересня 1940, місто Зіньків Полтавської області) — український учений в галузі енергетики, оптимізації розвитку та управління функціонуванням паливно-енергетичного комплексу, академік НАН України (2000), професор (1986), доктор технічних наук (1976), заслужений діяч науки і техніки України (2003), лауреат премії імені В. М. Хрущова Національної академії наук України (2002), Державної премії України в галузі науки і техніки (1999) та премії імені С. О. Лебедєва Національної академії наук України (1994).
Кулик М. М. — фахівець в галузі загальної енергетики, оптимізації розвитку та управління функціонуванням паливно-енергетичного комплексу (ПЕК), його галузевих та регіональних систем. Добре відомі також його дослідження та розробки з довгострокового прогнозування попиту на паливно-енергетичні ресурси (ПЕР) в умовах перехідної економіки, оптимізації паливно-енергетичних балансів, обсягів імпорту та експорту паливно-енергетичних ресурсів. Наукові дослідження, що виконуються безпосередньо Куликом М. М. та під його науковим керівництвом, відносяться до наступних основних наукових напрямів:
- розробка методології, математичних, програмно-інформаційних засобів і розв'язання прикладних проблем з довгострокового та перспективного прогнозування рівнів енергоспоживання та напрямків енергозабезпечення країни, розробки перспективних паливно-енергетичних балансів, оптимізації обсягів імпортно-експортного обміну ПЕР; прогнозування рівнів енергозбереження; розробки заходів із захисту довкілля;
- розвиток теорії, створення математичних засобів та програмно-інформаційних комплексів для дослідження та оптимізації розвитку ПЕК як єдиної енерготехнологічної системи, а також галузевих систем енергетики: електроенергетичної системи, систем нафто-, газо- та теплопостачання, вугільної промисловості;
- розробка теорії, побудова математичних моделей та створення засобів інформатики для аналізу, оптимізації та управління усталеними і нестаціонарними режимами магістральних газопроводів, газотранспортних систем, режимами електроенергетичних систем;
- розвиток та модифікація методів прикладної математики стосовно проблем прогнозування рівнів енергоспоживання країни в сучасних економічних умовах, оптимізації розвитку ПЕК та його галузевих систем, оперативного управління та оптимізації режимів роботи газотранспортних і електроенергетичних систем.

У 1966—1969, навчаючись в аспірантурі Інституту кібернетики АН УРСР, Кулик М. М. виконав цикл робіт з дослідження режимів теплофікаційних, газових та водопровідних систем на спеціалізованих обчислювальних машинах.
У 1971—1979 pp. Кулик М. М. виконав крупні дослідження по створенню теорії, математичних та апаратних засобів автоматизації управління електроенергетичними системами. В цей період Кулик М. М., очолюючи лабораторію, а потім відділ Інституту електродинаміки АН УРСР, запропонував клас спеціальних методів розпаралелювання обчислень та технічні засоби організації мультипроцесорних систем, орієнтованих на розв'язання комплексу задач з оперативного управління електроенергетичними системами в усталених та нестаціонарних режимах. Ці розробки були використані в складі засобів диспетчерського управління виробничих енергетичних об'єднань України.
У період з 1981 р. і дотепер Кулик М. М. виконує великий обсяг важливих досліджень з аналізу режимів та оптимізації управління системами магістрального транспорту газу в нормальних і аварійних ситуаціях. Ця проблема пов'язана з аналізом великих систем рівнянь, що вміщують як підсистеми взаємозв'язані системи нелінійних алгебраїчних рівнянь і рівнянь в частинних похідних. Стосовно даної проблеми Куликом М. М. виконано розробку модифікацій і адаптацію методів неявної кінцево-різницевої апроксимації, диференціальних перетворень, екстраполяції до межі та ін. Апробація цих результатів під час виконання міжнародних контрактів та на міжнародних конференціях показала, що рівень здійснених розробок відповідає або перевищує рівень провідних закордонних фірм. На основі цих досліджень розроблені спеціалізовані програмно-обчислювальні комплекси «Прогноз» та «Динаміка», які були використані при експертизі математичного забезпечення систем автоматизації газопроводу Уренгой-Ужгород (розробка французької фірми ТОМСОН-ЦСФ) і в системах управління магістральними газопроводами Росії та України (1981—1991 pp.). З використанням зазначених теоретичних результатів виконані розробка і впровадження в ДП «Укртрансгаз» програмно-інформаційного комплексу «Каскад», призначеного для визначення реальних характеристик і показників технічного стану устаткування компресорних станцій та трубопроводів магістральних газопроводів (1995—1999 рр.).
Починаючи з 1978 р. і досі, Кулик М. М. проводить важливі дослідження в галузі загальної енергетики. Ним виконані узагальнюючі теоретичні та чисельні практичні розробки і розрахунки (у тому числі макроекономічних показників), що використовуються для прогнозування розвитку енергетики: обсягів галузевого матеріального виробництва та валового внутрішнього продукту країни; рівнів споживання ПЕР та раціональних обсягів їх постачання по імпорту; перспективних паливно-енергетичних балансів (ПЕБ) країни. Важливі теоретичні та прикладні результати отримані Куликом М. М. в дослідженнях ПЕК України в міжгалузевій постановці, а також при розв'язанні задач оптимізації розвитку електроенергетичної системи країни, систем тепло- та газопостачання, нафтогазової і вугільної промисловості. Для розв'язання цих проблем ним були використані модифіковані методи системного аналізу (модифіковані методи виявлення залежностей, методи міжгалузевого балансу — моделі Леонтьєва, неперервне та дискретне математичне програмування, ігрові моделі та ін.) в поєднанні з розвинутими структурами програмного та інформаційного забезпечення. В результаті в Україні вперше були розроблені математичні засоби та моделюючі комплекси, що дозволяють виконувати розв'язання загальних проблем розвитку енергетики України, якими є довгострокове прогнозування потреби в паливно-енергетичних ресурсах з урахуванням енергозбереження, невизначеності умов розвитку економіки та міжгалузевих зсувів, розробка оптимальних ПЕБ України за інтервалами на далеку перспективу, розробка напрямків раціонального розвитку ПЕК країни та його галузевих систем, розробка заходів щодо модернізації існуючих та будівництва нових енергетичних об'єктів з урахуванням раціонального природокористування.
Зазначені засоби постійно використовуються при проведенні досліджень пріоритетних напрямків розвитку енергетики України, на їх основі виконана серія розробок загальноенергетичного змісту, які були передані до відповідних міністерств та Уряду України: «Аналіз раціональних обсягів будівництва АЕС на території Української РСР з позицій оптимального паливно-енергетичного балансу на період до 2005 р.» (1988 p.), «Оптимізація перспективної структури вугільної промисловості України» (1988 p.), «Пріоритетні заходи зі зниження споживання природного газу і мазуту в енергетичному господарстві України» (1992 p.), «Концепція розвитку національної енергетики України» (1993 p.). Кулик М. М. є одним з розробників міжнародного проекту «Базова концепція енергетичної політики Росії і України. Сумісний американо-японо-російсько-український підхід» (1994 p.), який був представлений в Кабінет Міністрів і Верховну Раду України, а також в уряди США, Японії та Росії. Кулик М. М. був науковим керівником і розробником «Комплексної державної програми енергозбереження України», схваленої Урядом в 1997 р. Теоретичні дослідження Кулика М. М. послугували науковою базою створення Енергетичної стратегії України на період до 2030 року, по якій Інститут загальної енергетики НАН України виконав функції головного розробника і здійснив координацію та узагальнення результатів досліджень більше, ніж 20 академічних та галузевих науково-дослідних організацій. Цей фундаментальний проект був схвалений Урядом у 2006 році.
Кулик М. М. є автором близько 200 наукових праць, серед яких 11 монографій, під його керівництвом підготовлено 13 кандидатів наук, серед його учнів 2 доктори наук, багато часу він віддає роботі з науковою молоддю.
Кулик М. М. виконує значну науково-організаційну роботу, він є членом бюро Відділення фізико-технічних проблем енергетики НАН України, керує секцією Наукової ради НАН України з комплексної проблеми «Наукові основи електроенергетики», є членом міжвідомчих комісій, що діють при Уряді України, головою спеціалізованої ради з присудження наукових ступенів доктора та кандидата наук.

## Праці
- Кулик М.Н. Методы системного анализа в энергетических исследованиях. - К.: Наукова думка, 1987. - 198 с.
- Кулик М.Н. Оптимизация республиканского топливно-энергетического комплекса и его отраслевых систем. - К.: Наукова думка, 1992. - 214 с.
- Кулик М.М. Стан реалізації та інвестиційного забезпечення Енергетичної стратегії України [Архівовано 25 березня 2022 у Wayback Machine.] // Проблеми загальної енергетики. - 2012. - Вип. 1. - С. 5-14.
- Кулик М.М. Методи узгодження прогнозних рішень [Архівовано 25 березня 2022 у Wayback Machine.] // Проблеми загальної енергетики. - 2014. - Вип. 2. - С. 5-12.